# Trypeta choui
Trypeta choui är en tvåvingeart som beskrevs av Chen 1948. Trypeta choui ingår i släktet Trypeta och familjen borrflugor. Inga underarter finns listade i Catalogue of Life.